# Limmat
Limmat er en flod i Schweiz, der løber 36 km fra sit udspring i Zürichsøen til den løber ud i floden Aare nær byen Brugg i Kanton Aargau. På sin vej løber den gennem centrum af Zürich og Limmatdalen. Den er en del af det cirka 140 kilometer lange flodsystem Linth-Limmat.